# Лаура Фаєрзінґер
Лаура Фаєрзінґер (нім. Laura Feiersinger, нар. 5 квітня 1993 року, Зальфельден-ам-Штайнернен-Мер) — австрійська футболістка, півзахисник клубу «Санд» і національної збірної Австрії. Дочка колишнього футболіста Вольфганга Файерзінгера.

## Життєпис
Професійну кар'єру Лаура Феєрзінґер розпочала 2008 року в складі клубу «Хоф» (Австрія). У 2010 році підписала контракт з дебютантом Бундесліги «Херфордером». Дебютувала за клуб 15 серпня 2010 року в матчі проти «Баварії». Всього в сезоні 2010/2011 років зіграла у 18-ти матчах, забивши 7 м'ячів.
Перед стартом сезону 2011/2012 років перейшла до мюнхенської «Баварію». У дебютній грі забила м'яч у ворота «Байєра».
Під час свого першого року в клубі вона виграла DFB Pokal, другий за важливістю титул Німеччини в жіночому футболі. У березні 2014 року вона отримала серйозну травму, зламавши гомілку. Однак їй вдалося відновити контракт з клубом у 2015 році. Вона завоювали титули Бундесліги Фрауен у 2014—2015 та 2015—2016 роках.
У 2016 році перейшла до команди «Санд», щоб отримати більше регулярної ігрової практики Під час свого першого сезону в клубі вона стала призеркою DFB-Pokal Frauen. Вона покинула СК Санд після двох сезонів (39 ігор та 5 голів).
У складі збірної Австрії на Євро-2017 дійшла до півфіналу.
Лаура Фаєрзінґер у 2018 році перейшла до Франкфурта, підписавши дворічний контракт. За свій перший рік у клубі вона зіграла 21 гру, забивши 10 голів.

## Досягнення

### Клуб
Баварія:
- Чемпіонка Німеччини: 2014/15, 2015/16
- Володарка Кубка Німеччини: 2011/12
- Володарка Кубка Бундесліги: 2011

### Збірна
Австрія:
- Переможниця Кубка Кіпру: 2016